# Tulio Arends
Tulio Ramón Arends Wever (Coro, estado Falcón, Venezuela, 11 de noviembre de 1918, Caracas, 15 de mayo de 1990) fue un médico, científico y profesor universitario venezolano descubridor del primer marcador genético exclusivamente mongoloide que establece un marcador genético entre los mongoloides asiáticos y los indígenas americanos llamado  «antígeno Diego»  en compañía del científico Miguel Layrisse. En mayo de 1990 fue distinguido como doctor honoris causa post mortem por la Universidad Nacional Experimental Francisco de Miranda.

## Biografía
Estudió primaria y secundaria en Coro, luego se trasladó a Caracas para cursar la carrera de Medicina en la Universidad Central de Venezuela graduándose en Ciencias Médicas el 16 de febrero de 1949. Durante algún tiempo ejerció como Médico rural en Mirimire y en la Refinería Cardón, luego, entre 1947 y 1950 ejerció de forma privada.
En 1951 viajó a Estados Unidos para especializarse en hematología entrenándose en investigación clínica con especialidad en prótidos sanguíneos en la Universidad de Duke.  En 1953 regresó a Venezuela y hasta 1954 se encargó de la dirección sanitaria de Aragua, ese año se retiró para viajar a Caracas y trabajar junto con el hematólogo doctor Miguel Layrisse en el Banco Municipal de Sangre en la dirección de investigaciones llegando al descubrimiento del «Factor Diego» que demuestra la vinculación existente entre americanos y asiáticos, este trabajo fue presentado en el XI Congreso Internacional de Hematología en la ciudad de  Boston recibiendo el Segundo Premio de Exhibición Científica.
Desde 1955 fue profesor de la Facultad de Medicina de la Universidad Central de Venezuela y un año después se le nombró jefe de la sección de Hematología del Banco de sangre del Hospital Universitario de Caracas puesto que ejerció durante 11 años.
Desde 1958 fue jefe del Laboratorio de Hematología Experimental y del Departamento de Medicina Experimental del Instituto Venezolano de Investigaciones Científicas (IVIC) formando parte también del Consejo Nacional para Investigaciones Científicas y Tecnológicas (CONICIT).